# Moon Zero Two
Luna Zero Doi (titlu original: Moon Zero Two) este un film SF britanic din 1969 regizat de Roy Ward Baker, produs de Michael Carreras și scris de Carreras după o povestire de Martin Davison, Frank Hardman și Gavin Lyall. În rolurile principale joacă actorii  James Olson, Catherine Schell, Warren Mitchell și Adrienne Corri. Este etichetat ca un film space western.
Este produs de Hammer Films, fiind filmat la ABPC Elstree Studios din Hertfordshire, Anglia.

## Prezentare
În anul 2021, Luna este în curs de colonizare, iar noua frontieră atrage diverse grupuri de oameni pentru a se stabili în noi așezări ca  Moon City, Farside 5 și altele.

## Distribuție
- James Olson - Bill Kemp
- Catherine Schell - Clementine Taplin
- Warren Mitchell - J. J. Hubbard
- Adrienne Corri - Elizabeth Murphy
- Ori Levy - Korminski
- Dudley Foster - Whitsun
- Bernard Bresslaw - Harry
- Sam Kydd - Barman
- Neil McCallum - Space Captain
- Carol Cleveland - Hostess

### Mystery Science Theater 3000
- "Mystery Science Theater 3000" Moon Zero Two (TV episode 1990) la Internet Movie Database
- Episode guide: 111- Moon Zero Two
- Moon Zero Two pictures Arhivat în 3 octombrie 2007, la Wayback Machine. from mst3k.booyaka.com

## Vezi și
- 1969 în film
- Colonizarea spațiului